# George David Low
George David Low (19. února 1956 Cleveland, Ohio – 15. března 2008 Reston, Virginie) byl americký kosmonaut. Ve vesmíru byl třikrát.

## Život
Vystudoval střední školu Langley High School v McLean ve Virginii, pak absolvoval vysokoškolská studia na několika univerzitách.
V roce 1984 byl přijat do NASA, v letech 1984 až 1985 absolvoval výcvik a poté byl zařazen do oddílu astronautů. V něm zůstal do února roku 1996. Potom přešel do společnosti Orbital Sciences Corp., Launch Systems Group, Dulles.
Oženil se s JoAnn Andochickovou a měli spolu tři děti. Zemřel 16. března 2008 v nemocnici v Restonu na rakovinu střev.

### Lety do vesmíru
Na oběžnou dráhu se v raketoplánech dostal třikrát a strávil ve vesmíru 29 dní, 18 hodin a 5 minut. Absolvoval též jeden výstup do volného vesmíru (EVA) a strávil zde 5 hodin a 50 minut. Byl 225. člověkem ve vesmíru.
- STS-32 Columbia (9. ledna 1990 – 20. ledna 1990), letový specialista
- STS-43 Atlantis (2. srpna 1991 – 11. srpna 1991), letový specialista
- STS-57 Endeavour (21. června 1993 – 1. července 1993), velitel užitečného zařízení